# Раминг, Франклин
Франклин Бенджамин Раминг (англ. Franklin Benjamin Rahming; род. 25 мая 1945) — багамский легкоатлет, выступавший в беге на средние дистанции. Участник летних Олимпийских игр 1972 года.

## Биография
Франклин Раминг родился 25 мая 1945 года.
Выступал в легкоатлетических соревнованиях за «Флорида Мемориал Лайонз» из Майами-Гарденс.
В 1966 году участвовал в Играх Британской империи и Содружества наций в Кингстоне. В беге на 880 ярдов выбыл в четвертьфинале, показав результат 1 минута 58,9 секунды. В беге на 1 милю выбыл в полуфинале с результатом 4.34,2.
В 1972 году вошёл в состав сборной Багамских Островов на летних Олимпийских играх в Мюнхене. В беге на 400 метров занял в забеге 1/8 финала 5-е место с результатом 48,30 секунды, уступив 1,53 секунды попавшему в четвертьфинал с 4-го места Карлу Хонцу из ФРГ.

## Личный рекорд
- Бег на 400 метров — 48,30 (3 сентября 1972, Мюнхен)[1]